# Zur Schmerzhaften Muttergottes (Stadtbergen)

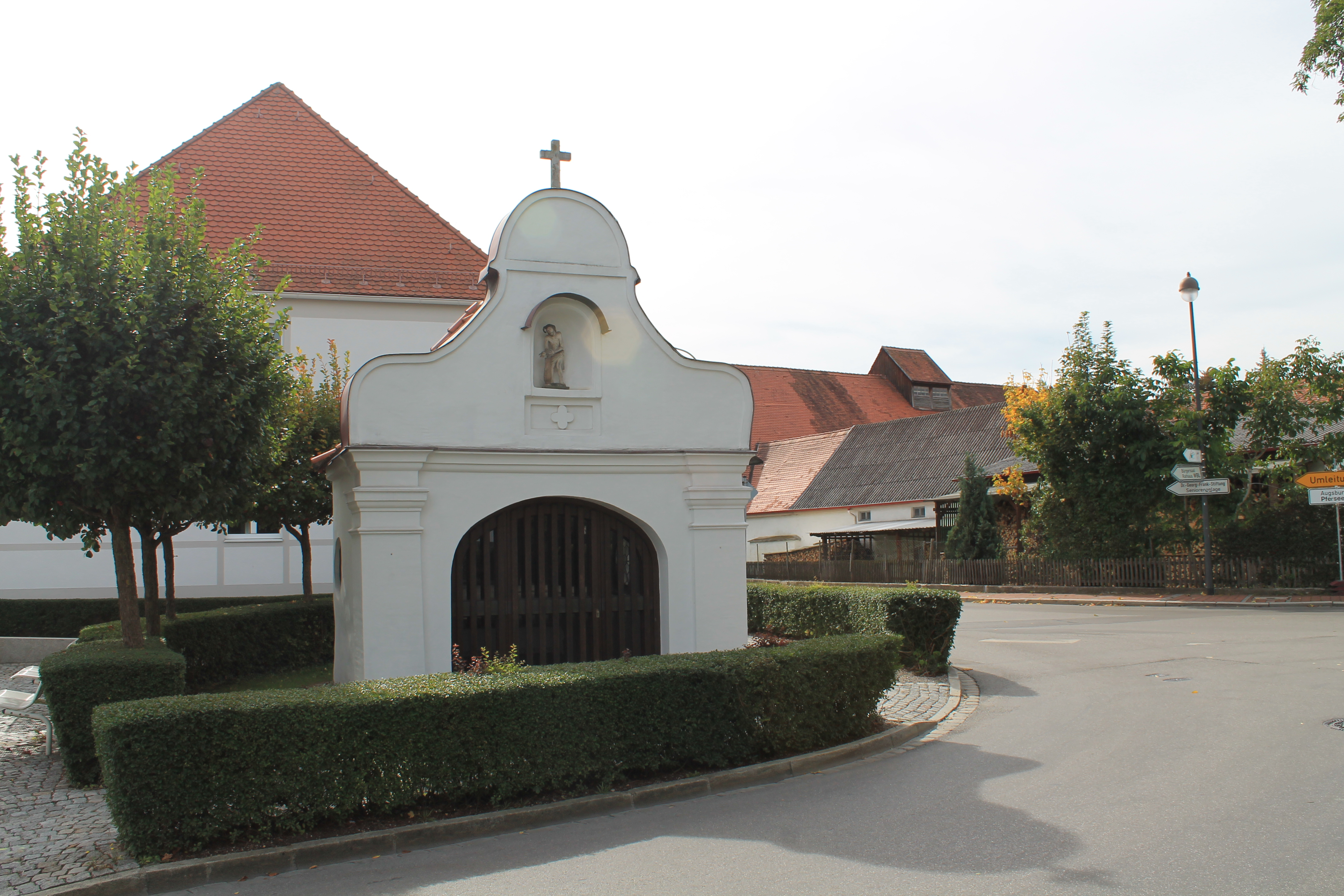
Zur Schmerzhaften Muttergottes in Stadtbergen

Die römisch-katholische Kapelle Zur Schmerzhaften Muttergottes steht in Stadtbergen, einer Stadt im schwäbischen Landkreis Augsburg von Bayern. Das Bauwerk ist in der Liste der Baudenkmäler in Stadtbergen als Baudenkmal unter der Nr. D-7-72-202-5 eingetragen.

## Beschreibung
Die Kapelle wurde um 1725/30 erbaut. Sie besteht aus einem Langhaus mit einem halbrunden Schluss im Südwesten. Die Fassade im Nordosten mit Pilastern an den Ecken ist mit einem Schweifgiebel bedeckt, in deren Nische eine Statuette steht. 
Im Innenraum befindet sich eine Deckenmalerei, auf der die Himmelfahrt Marias dargestellt ist. Der Altar stammt aus der Bauzeit.